# 유리 돌고루키

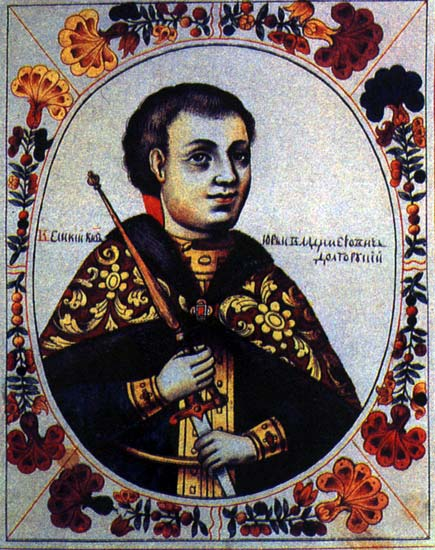
유리 돌고루키

유리 돌고루키(러시아어: Юрий Долгорукий, 1099년 ~ 1157년 5월 15일)는 키예프 루스의 대공(재위: 1149년 ~ 1151년)으로 블라디미르 모노마흐(Monomakh) 대공의 작은 아들이다.
류리크 왕조 출신이다. 콘스탄티누스 9세 모노마흐의 외증손자.

## 생애
1121년에 영지를 로스토프에서 수즈달로 옮김으로서 그의 영지는 로스토프-수즈달 공국으로 불리게 되며, 이는 블라디미르 대공국의 전신이 되었다. 유리 돌고루키는 발트족 및 핀족 계열의 이민족들과 맞서 싸우며 영토를 넓히고, 트베리, 모스크바 등 수많은 도시와 크렘린들을 건설하였다. 유리 돌고루키는 이후 랴잔 공국을 굴복시킨 후 1149년 키예프를 점령하였지만 1151년 이자슬라프 2세에 의해 키예프에서 쫓겨났으며, 1155년 키예프를 재점령하고 난 후 1157년에 급사하였다.
| 전임 이자슬라프 2세 | 키예프 대공 1149년 ~ 1151년 | 후임 뱌체슬라프 1세, 이자슬라프 2세 |